# Ptychamalia subcuprea
Ptychamalia subcuprea är en fjärilsart som beskrevs av W. Warren 1907. Ptychamalia subcuprea ingår i släktet Ptychamalia och familjen mätare. Inga underarter finns listade.